# Gustav Aarestrup
Gustav Aarestrup (Steinkjer, 1916. január 1. – 2005. november 15.) norvég üzletember. Norvégia német megszállása után megkísérelte elhagyni az országot, de elfogták, végül pár hónap után a grini koncentrációs táborból engedték szabadon. Főleg Oslóban élt. 1976 és 1982 között a Storebrand pénzügyi vállalat elnöke volt.